# Réserve naturelle nationale des Pics du Combeynot
La réserve naturelle nationale des Pics du Combeynot (RNN16) est une ancienne réserve naturelle nationale située en Provence-Alpes-Côte d'Azur. Classée en 1974, elle occupe une surface de 685 hectares et protège le versant nord des pics de Combeynot. Un décret de décembre 2019 l'intègre au territoire du parc et de ce fait supprime son classement en réserve naturelle.

## Localisation

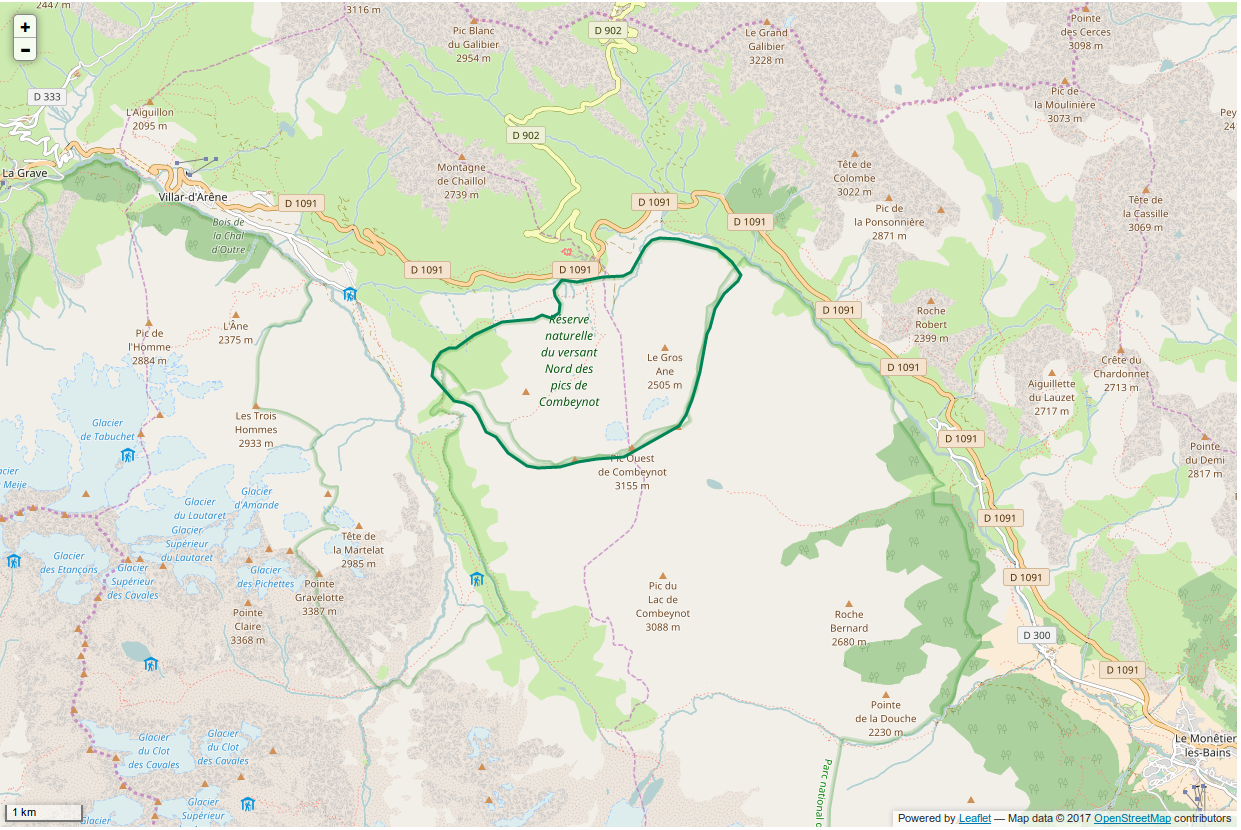
Périmètre de la réserve naturelle.

Le territoire de la réserve naturelle est dans le département des Hautes-Alpes, sur les communes du Monêtier-les-Bains et Villar-d'Arêne et en bordure immédiate du parc national des Écrins et à proximité du col du Lautaret, où passe la route départementale 1091. Elle couvre l'ubac des pics de Combeynot.

## Histoire du site et de la réserve
La réserve naturelle a été créée en 1974 pour permettre l'exploitation raisonnée du domaine skiable proche du col du Lautaret (domaine skiable fermé puis démantelé dans les années 2000-2010).

## Écologie (biodiversité, intérêt écopaysager…)
Les pics de Combeynot sont constitués d’un cœur de granite enveloppé par du gneiss ; dans certaines zones, il présente un faciès volcanique. Il est séparé du massif du Pelvoux par le vallon d'Arsine, qui est une dépression sédimentaire. Son versant nord (combe de Laurichard) comporte notamment le glacier rocheux de Laurichard, formé de blocs et de pierre cimentés par de la glace. Entre les altitudes 1 820 et 3 150 mètres, le site présente des milieux variés, marqués par l'orientation nord du site et un micro-climat venteux, froid et enneigé. Dans cet espace, se trouvent des fourrés d'aulnes et de saules, des landes à rhododendrons et myrtilles, des éboulis, et, au bas des pentes et autour des sources de la Guisane, des prairies humides.

### Flore
La flore du site est variée et, parmi les 12 espèces protégées présentes sur le site, se trouvent la potentille du Dauphiné (Potentilla delphinensis) et l’ancolie des Alpes (Aquilegia alpina).
Le jardin du Lautaret situé à proximité de cette réserve permet d'admirer 2 000 espèces de plantes des Alpes et des montagnes des cinq continents dans un espace aménagé pour la visite.

### Faune
Le site abrite de nombreux vertébrés : les inventaires en recensent 84 espèces, dont 11 espèces de mammifères (dont des bouquetins), trois espèces de reptiles, une espèce d'amphibien et 70 espèces d'oiseaux. Parmi ces dernières, 27 sont des espèces d'oiseaux nicheurs. Le col du Lautaret et ses environs, dont la réserve, sont un passage important pour les migrations des animaux.

## Administration, plan de gestion, règlement
La réserve naturelle est gérée par le parc national des Écrins.

### Outils et statut juridique
La réserve naturelle est créée par un décret du 15 mai 1974.
Le décret no 2019-1466 du 26 décembre 2019 la déclasse en l'intégrant au parc national des Écrins.